# Arènes La Monumental
Ne doit pas être confondu avec Las Arenas.
La Monumental (« Plaça de braus la Monumental » ou « Plaza de toros Monumental de Barcelona ») sont les seules arènes de la ville de Barcelone, aujourd'hui sans activité. Elles sont situées au croisement de la Gran Via de les Corts Catalanes et du carrer Marina. Elles sont inscrites comme « Bien culturel d'intérêt local » (Bé Cultural d'Interès Local (BCIL), classement annexe du Bien culturel d'intérêt national (Catalogne).

## Présentation
Inaugurées en 1914 sous le nom de El Sport elles furent rebaptisées Monumental  et remaniées en 1916 .
L'édifice de l'architecte Joaquim Raspall, avec une façade noucentiste, pouvait accueillir 8000 spectateurs. Il fut  inauguré le 12 avril 1914. Deux ans plus tard, face à l'affluence du public, Ignasi Mas i Morell (en collaboration avec Domènec Sugranyes) fut chargé  d'agrandir la construction pour porter sa contenance à 24 000 places. Les arènes, de style style mudéjar et néo byzantin, avec des mosaïques en bleu et blanc, furent inaugurées le 27 février 1916 par une corrida où s'illustrèrent les matadors Joselito (José Gómez Ortega), Francisco Posada et Saleri II.
La Monumental était la dernière place taurine en activité à Barcelone. Las Arenas, les arènes de la plaça Espanya, édifiées à la fin du XIXe siècle sous la direction de l'architecte August Font i Carreras dans le style mudéjar, inaugurées le 29 juin 1900, ont donné leur dernier spectacle taurin le 9 juin 1977. Elles ont été transformées en centre commercial . Depuis, la tauromachie a été abolie en Catalogne, en 2010.
Les arènes de la Monumental ont une capacité actuelle de 19 500 places, selon les chiffres de l'étude de Jean-Baptiste Maudet. Elles accueillent des événements musicaux et des spectacles de cirque.
Une station de la ligne L2 du métro, porte le nom de Monumental ; la desserte se fait depuis le carrer Marina.
En 2014, un projet est proposé par le Qatar visant à transformer ces arènes en une mosquée de quarante-mille places, avec un minaret de trois cents mètres de haut, projet abandonné depuis.